# Ettan 2025
La Ettan 2025 sarà la 20ª edizione del terzo livello del campionato di calcio svedese nel suo formato attuale, il sesto con la denominazione Ettan. La stagione inizierà il 28 marzo e si concluderà il 9 novembre 2025.

## Stagione

### Novità
- Promosse dalla Division 2 2024
  - Team TG - Raggruppamento Norrland
  - FC Arlanda - Raggruppamento Norra Svealand
  - Enköpings SK - Raggruppamento Norra Svealand via spareggi
  - IFK Haninge - Raggruppamento Södra Svealand
  - IFK Skövde - Raggruppamento Norra Götaland
  - Husqvarna FF - Raggruppamento Västra Götaland
  - Hässleholms IF - Raggruppamento Södra Götaland
- Retrocesse dalla Superettan 2024
  - Gefle
  - Skövde AIK

## Formula
Le 32 squadre partecipanti sono divise in due gironi da 16 squadre: il girone Norra (nord) e il girone Södra (sud). Le 16 squadre si affrontano in un girone di andata e ritorno, per un totale di 30 giornate.
Le prime classificate dei due gironi sono promosse in Superettan, mentre le due seconde classificate giocano uno spareggio promozione/retrocessione contro la terzultima e la quartultima classificata della Superettan.
Le due quartultime giocano uno spareggio promozione/retrocessione contro due tra le seconde classificate dei sei gironi di Division 2 qualificatesi a loro volta dopo un'apposita fase. Le ultime tre classificate di ciascun girone sono retrocesse direttamente in Division 2.

## Norra

### Squadre partecipanti
| Club                     | Città      | Stadio                   | Stagione Precedente                   |
| ------------------------ | ---------- | ------------------------ | ------------------------------------- |
| Assyriska FF             | Södertälje | Södertälje Fotbollsarena | 12º posto in Ettan Norra              |
| AFC Eskilstuna           | Eskilstuna | Tunavallen               | 11º posto in Ettan Norra              |
| Enköpings SK             | Enköping   | Enavallen                | 2º posto in Division 2 Norra Svealand |
| FC Arlanda               | Märsta     | Midgårdsvallen           | 1º posto in Division 2 Norra Svealand |
| Gefle                    | Gävle      | Gavlevallen              | 15º posto in Superettan               |
| Hammarby TFF             | Stoccolma  | Hammarby IP              | 4º posto in Ettan Norra               |
| IF Karlstad              | Karlstad   | Sola Arena               | 6º posto in Ettan Norra               |
| IFK Haninge              | Haninge    | Torvalla IP              | 1º posto in Division 2 Södra Svealand |
| IFK Stocksund            | Danderyd   | Danderyds Gymnasium      | 9º posto in Ettan Norra               |
| Karlbergs BK             | Stoccolma  | Kristinebergs IP         | 7º posto in Ettan Norra               |
| Nordic United            | Södertälje | Södertälje Fotbollsarena | 3º posto in Ettan Norra               |
| Sollentuna FK            | Sollentuna | Sollentunavallen         | 8º posto in Ettan Norra               |
| Stockholm Internazionale | Stoccolma  | Hammarby IP              | 2º posto in Ettan Norra               |
| Team TG                  | Umeå       | Umeå Energi Arena        | 1º posto in Division 2 Norrland       |
| Vasalund                 | Solna      | Skytteholms IP           | 5º posto in Ettan Norra               |
| Örebro Syrianska         | Örebro     | Mellringe IP             | 10º posto in Ettan Norra              |

### Classifica
|  | Pos. | Squadra              | Pt | G | V | N | P | GF | GS | DR |
|  | ---- | -------------------- | -- | - | - | - | - | -- | -- | -- |
|  | 1.   | Assyriska            | 0  | 0 | 0 | 0 | 0 | 0  | 0  | 0  |
|  | 2.   | AFC Eskilstuna       | 0  | 0 | 0 | 0 | 0 | 0  | 0  | 0  |
|  | 3.   | Enköpings SK         | 0  | 0 | 0 | 0 | 0 | 0  | 0  | 0  |
|  | 4.   | FC Arlanda           | 0  | 0 | 0 | 0 | 0 | 0  | 0  | 0  |
|  | 5.   | FC Stockholm Intern. | 0  | 0 | 0 | 0 | 0 | 0  | 0  | 0  |
|  | 6.   | Gefle                | 0  | 0 | 0 | 0 | 0 | 0  | 0  | 0  |
|  | 7.   | Hammarby TFF         | 0  | 0 | 0 | 0 | 0 | 0  | 0  | 0  |
|  | 8.   | IF Karlstad          | 0  | 0 | 0 | 0 | 0 | 0  | 0  | 0  |
|  | 9.   | IFK Haninge          | 0  | 0 | 0 | 0 | 0 | 0  | 0  | 0  |
|  | 10.  | IFK Stocksund        | 0  | 0 | 0 | 0 | 0 | 0  | 0  | 0  |
|  | 11.  | Karlbergs BK         | 0  | 0 | 0 | 0 | 0 | 0  | 0  | 0  |
|  | 12.  | Nordic United        | 0  | 0 | 0 | 0 | 0 | 0  | 0  | 0  |
|  | 13.  | Sollentuna FK        | 0  | 0 | 0 | 0 | 0 | 0  | 0  | 0  |
|  | 14.  | Team TG              | 0  | 0 | 0 | 0 | 0 | 0  | 0  | 0  |
|  | 15.  | Vasalund             | 0  | 0 | 0 | 0 | 0 | 0  | 0  | 0  |
|  | 16.  | Örebro Syrianska     | 0  | 0 | 0 | 0 | 0 | 0  | 0  | 0  |

Legenda:
      Promossa in Superettan
 Ammessa agli spareggi
      Retrocesse in Division 2
Note:
Tre punti a vittoria, uno a pareggio, zero a sconfitta.

## Södra

### Squadre partecipanti
| Club             | Città       | Stadio            | Stagione Precedente                    |
| ---------------- | ----------- | ----------------- | -------------------------------------- |
| Ariana FC        | Malmö       | Malmö Stadion     | 13º posto in Ettan Södra               |
| BK Olympic       | Malmö       | Lindängens IP     | 4º posto in Ettan Södra                |
| Eskilsminne      | Helsingborg | Harlyckans IP     | 3º posto in Ettan Södra                |
| FC Rosengård     | Malmö       | Rosengårds IP     | 9º posto in Ettan Södra                |
| Husqvarna FF     | Jönköping   | Vapenvallen       | 1º posto in Division 2 Västra Götaland |
| Hässleholms IF   | Hässleholm  | Österås IP        | 1º posto in Division 2 Södra Götaland  |
| IFK Skövde       | Skövde      | Södermalms IP     | 1º posto in Division 2 Norra Götaland  |
| Jönköpings Södra | Jönköping   | Stadsparksvallen  | 7º posto in Ettan Södra                |
| Ljungskile       | Ljungskile  | Skarsjövallen     | 11º posto in Ettan Södra               |
| Lunds BK         | Lund        | Klostergårdens IP | 2º posto in Ettan Södra                |
| Norrby           | Borås       | Borås Arena       | 8º posto in Ettan Södra                |
| Oskarshamns AIK  | Oskarshamn  | Arena Oskarshamn  | 12º posto in Ettan Södra               |
| Skövde AIK       | Skövde      | Södermalms IP     | 16º posto in Superettan                |
| Torslanda IK     | Torslanda   | Torslandavallen   | 10º posto in Ettan Södra               |
| Trollhättan      | Trollhättan | Edsborgs IP       | 6º posto in Ettan Södra                |
| Ängelholms FF    | Ängelholm   | Ängelholms IP     | 5º posto in Ettan Södra                |

### Classifica
|  | Pos. | Squadra          | Pt | G | V | N | P | GF | GS | DR |
|  | ---- | ---------------- | -- | - | - | - | - | -- | -- | -- |
|  | 1.   | Ariana FC        | 0  | 0 | 0 | 0 | 0 | 0  | 0  | 0  |
|  | 2.   | BK Olympic       | 0  | 0 | 0 | 0 | 0 | 0  | 0  | 0  |
|  | 3.   | Eskilsminne      | 0  | 0 | 0 | 0 | 0 | 0  | 0  | 0  |
|  | 4.   | FC Rosengård     | 0  | 0 | 0 | 0 | 0 | 0  | 0  | 0  |
|  | 5.   | FC Trollhättan   | 0  | 0 | 0 | 0 | 0 | 0  | 0  | 0  |
|  | 6.   | Husqvarna        | 0  | 0 | 0 | 0 | 0 | 0  | 0  | 0  |
|  | 7.   | Hässleholms IF   | 0  | 0 | 0 | 0 | 0 | 0  | 0  | 0  |
|  | 8.   | IFK Skövde       | 0  | 0 | 0 | 0 | 0 | 0  | 0  | 0  |
|  | 9.   | Jönköpings Södra | 0  | 0 | 0 | 0 | 0 | 0  | 0  | 0  |
|  | 10.  | Ljungskile       | 0  | 0 | 0 | 0 | 0 | 0  | 0  | 0  |
|  | 11.  | Lunds BK         | 0  | 0 | 0 | 0 | 0 | 0  | 0  | 0  |
|  | 12.  | Norrby           | 0  | 0 | 0 | 0 | 0 | 0  | 0  | 0  |
|  | 13.  | Oskarshamns AIK  | 0  | 0 | 0 | 0 | 0 | 0  | 0  | 0  |
|  | 14.  | Skövde AIK       | 0  | 0 | 0 | 0 | 0 | 0  | 0  | 0  |
|  | 15.  | Torslanda IK     | 0  | 0 | 0 | 0 | 0 | 0  | 0  | 0  |
|  | 16.  | Ängelholms FF    | 0  | 0 | 0 | 0 | 0 | 0  | 0  | 0  |

Legenda:
      Promossa in Superettan
 Ammessa agli spareggi
      Retrocesse in Division 2
Note:
Tre punti a vittoria, uno a pareggio, zero a sconfitta.